# Cotation de fabrication
La cotation de fabrication permet de répondre à la question : « Avec quelles tolérances fabriquer une pièce de façon à ce qu'elle réponde finalement, aux exigences du donneur d'ordres ? »
Le tolérancement est un sujet qui intéresse de plus en plus les industriels qui ont pris connaissance de l'importance de bien maîtriser les tolérances géométriques tout au long du cycle de vie du produit.

## Cotation de fabrication

### Tolérancement inertiel
La tolérance inertielle, est une façon innovante de considérer la qualité d'un lot.
Basée sur la fonction de Perte de Taguchi, l'inertie d'un lot de caractéristique est définie par son écart par rapport à sa cible, soit:
{\displaystyle I_{x}={\sqrt {\sigma _{x}^{2}+\delta _{x}^{2}}}}

avec {\displaystyle \sigma _{x}} : l'écart type de la distribution des X

avec {\displaystyle \delta _{x}} : L'écart entre la moyenne de la distribution et la cible.
On note la tolérance de la façon suivante : Cible ({\displaystyle I_{x}})

Ainsi, une tolérance notée 10 (0.1) aura une cible de 10 et une inertie maximale égale à 0.1.
Ce sujet fait l'objet de nombreuses recherches quant à son application dans le monde industriel par le Laboratoire SYMME de l'université de Savoie, conduites par Maurice Pillet et ses collègues.
Ce travail a permis la publication de la nouvelle norme française NFX 04-008 qui traite du tolérancement inertiel. La commission ISO/TC213 a récemment décidé d'instaurer un groupe de travail sur le tolérancement statistique donc inertiel pour permettre d'introduire le tolérancement inertiel au niveau international.
Voir:
- Site du département de qualité Université de Savoie - Maurice Pillet - Tolérancement Inertiel
- Pôle de compétitivité Arve-Industries Haute-Savoie-Mont-Blanc
- Le Journal de la Production - En route vers l'inertie totale - Sept./Oct. 2009
- Article de Maurice Pillet - Tolérancement inertiel pour processus à dérive

### Laboratoires scientifiques et site de chercheurs
- TOLNET.ORG - Site Tolérancement & Qualité Géométrique des Produits de l'Université de Savoie à Annecy
- ADCATS - Site du Professeur CHASE, Chercheur en tolérancement
- LURPA - Laboratoire Universitaire de Recherche en Production Automatisée de l'ENS CACHAN
- Site de Daniel Duret
- Site du Dr. S. Hossein Cheraghi
- Site du Laboratoire SYMME Université de Savoie

### Logiciels d'analyse et de synthèse de tolérance en bureau d'étude et bureau méthode
- CAPPI - Outil de modélisation de la production
- CETOL 6 sigma (sigmetrix)
- EDCS - Analyse de tolérance pour la conception en 3D
- ENVENTIVE de Enventive Engineering Inc - Optimisation préliminaire de conception
- Tolerance Analysis Extension (TAX) de Pro Engineer
- Tolérancement Inertiel - Maîtrise Inertielle des Procédés SPC Vision 7
- TOLERANCE MANAGER d'Accenture - Optimisation en conception et suivi de production

### Logiciel de pilotage des machines-outils à commandes numériques
- Logiciel Copilot Pro® Superviseur du CTDEC

### Autres sites liés au tolérancement
- Advanced Dimensional Management LLC
- Tech-Ease. Inc.
- James D. Meadows consulting

### Centres Techniques travaillant sur la thématique
- CTDEC Centre Technique de L'Industrie du Décolletage